# Homosexualité dans le judaïsme
Pour un article plus général, voir Homosexualité dans les religions.
 (juin 2020).
- Si vous ne connaissez pas le sujet, laissez ce bandeau (vous pouvez alors contacter les auteurs).
- Si vous supprimez le contenu mis en cause (vous pouvez préalablement contacter les auteurs),

argumentez précisément cette suppression dans la page de discussion
(un manque de référence n'est pas un argument ; une recherche réelle de référence doit avoir été effectuée, être formellement documentée).

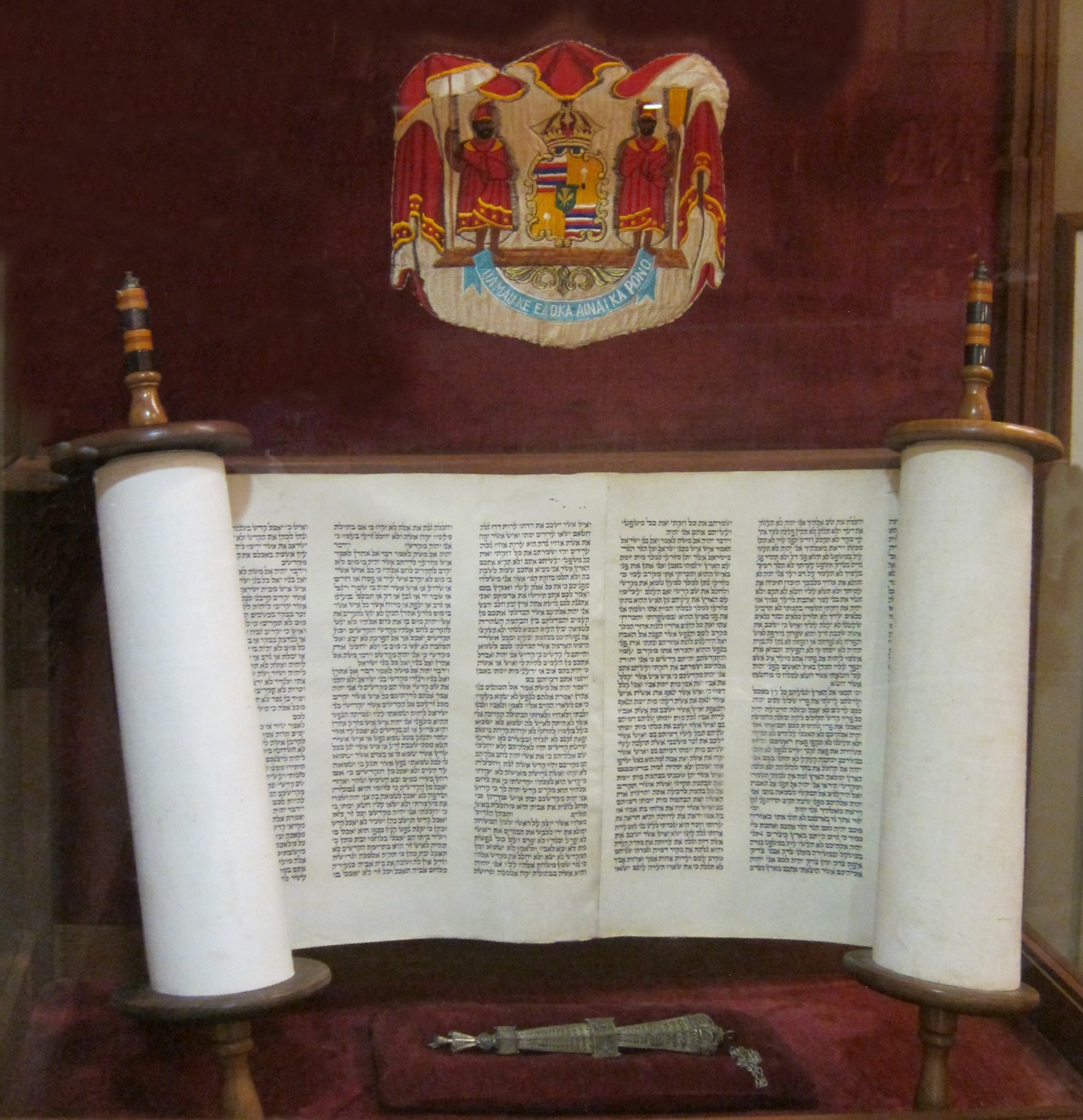
Rouleaux de la Torah.

Les peuples ayant précédé Israël semblent avoir pratiqué la prostitution féminine et masculine rituelle au service de Baal ou Ba'al (hébreu : בָּעַל, Báʿal, qui signifie seigneur) et d'Astarté ou Ashtarot (עשתרת) en hébreu, et la Bible condamne les pratiques idolâtres. Babylone est qualifiée de "prostituée". Sous le règne de Roboam, fils de Salomon, les textes rapportent que la prostitution masculine était officielle dans le pays. La condamnation de ces pratiques idolâtres intègre celle de l'homosexualité. Elle apparaît dans le Lévitique et ne semble concerner que les relations entre hommes. Aucune mention n'est faite aux femmes. En dehors de cette source unique, la Bible n’aborde jamais la question des rapports homosexuels.
Selon John Boswell, l'hostilité et les préjugés du judaïsme face aux pratiques liées à l'homosexualité pourraient s'expliquer par leur lien avec des rituels liés au paganisme et la prostitution sacrée. Alain Daniélou nous indique que les anciens Hébreux ont connu la prostitution sacrée masculine et féminine. Néanmoins les textes bibliques évoquent aussi la tendre amitié qui unit le deuxième roi d'Israël David à Jonathan (en hébreu: יְהוֹנָתָן / יוֹנָתָן "celui que Dieu a donné") fils de Saul : « Or il advint que l'âme de Jonathan se lia à l'âme de David et que Jonathan l'aima comme lui-même ». Après la mort de ce dernier au combat, David se plaint : « Je suis en détresse à cause de toi, mon frère Jonathan, tu m'étais très cher, ton amour était pour moi plus merveilleux que l'amour des femmes ». Ces lignes ne confirment ou n'infirment pas un caractère homosexuel de la relation mais sont reprises à leur compte par différents mouvements contemporains qui militent pour les droits des homosexuels.
Les pratiques homosexuelles semblent pourtant bien avoir existé dans l'antiquité d'Israël comme le rapporte l'historien Juif Flavius Josèphe en parlant des religieux Zélotes (en grec : ζηλωτής zelotes ; קנאים ou Qiniim en hébreu) révolutionnaires lors de la résistance désespérée de Jérusalem assiégée par les Romains :

« Parmi les Zélotes, le contingent des Galiléens se distinguait par son imagination dans le mal et son audace... Leur désir de pillage était insatiable et ils n'arrêtaient pas de perquisitionner dans les riches demeures ; l'assassinat des hommes et le viol des femmes était leur amusement ; ils dévoraient leurs dépouilles arrosées de sang et, ne sachant qu'inventer, prenaient sans vergogne les mœurs des femmes, arrangeaient leurs cheveux avec soin, portaient des vêtements féminins, s'inondaient de parfums et se faisaient les yeux pour rehausser leur beauté. Non contents d'imiter la coquetterie des femmes, ils prenaient leurs passions et ils imaginaient des amours contre nature. Ils se vautraient dans la ville comme dans un bordel et souillaient la cité tout entière de leurs actions impures. Mais, avec une apparence de femme, ils avaient un bras d'assassin et, s'approchant avec une démarche lascive, ils se transformaient brusquement en guerriers, tiraient leur glaive de dessous leur robe fine et colorée, et transperçaient qui ils rencontraient. »

## Condamnation de l'homosexualité masculine dans la Torah
Comme dans les religions monothéistes ultérieures, l'homosexualité masculine est interdite dans le judaïsme. Deux passages dans la Torah la condamnent :
Dans le Lévitique : la relation sexuelle entre hommes est présentée comme une « abomination » ("To'évah" en hébreu).
1. "Tu ne coucheras pas avec un homme comme on couche avec une femme. C'est une abomination." : Lévitique 18:22
L'interprétation du rabbin libéral Gabriel Farhi énonce qu'il ne s'agirait pas ici d'une condamnation de pratiques sexuelles entre deux hommes au sens strict mais que la condamnation porte sur le "comme", autrement dit un homme qui a des relations sexuelles avec un homme devrait faire autrement qu'avec une femme. Cette interprétation ne condamnerait dès lors que le rapport sexuel anal (autorisé avec une femme). La sodomie d'un homme consisterait alors à féminiser le partenaire passif en l'assimilant à une femme, d'où son interdiction.
2. "L'homme qui couche avec un homme comme on couche avec une femme : c'est une abomination qu'ils ont tous deux commise, ils devront mourir, leur sang retombera sur eux." : Lévitique 20:13. Notons que la peine de mort n'est pas appliquée car depuis la chute du Temple, un sanhédrin ne peut se constituer pour la prononcer.
Si ces deux passages interdisent des pratiques, les sentiments et le désir homosexuel ne sont pas condamnés.
Traditionnellement les deux versets ont été interprétés comme une prohibition totale des pratiques homosexuelles mais des interprétations modernes remarquent qu'ils se trouvent à la fin d'une série des lois qui interdisent l'inceste homme/femme, ils pourraient donc s'interpréter comme une interdiction à l'inceste homme/homme. De plus, les interdits du Lévitique approuvent l'esclavage, la polygamie et la peine de mort pour ceux qui travaillent le samedi, ce qui permet de relativiser cette interdiction en la replaçant dans son contexte historique.
À noter que les textes bibliques n'intègrent pas l'homosexualité féminine.

## Condamnation du crime d'Onan

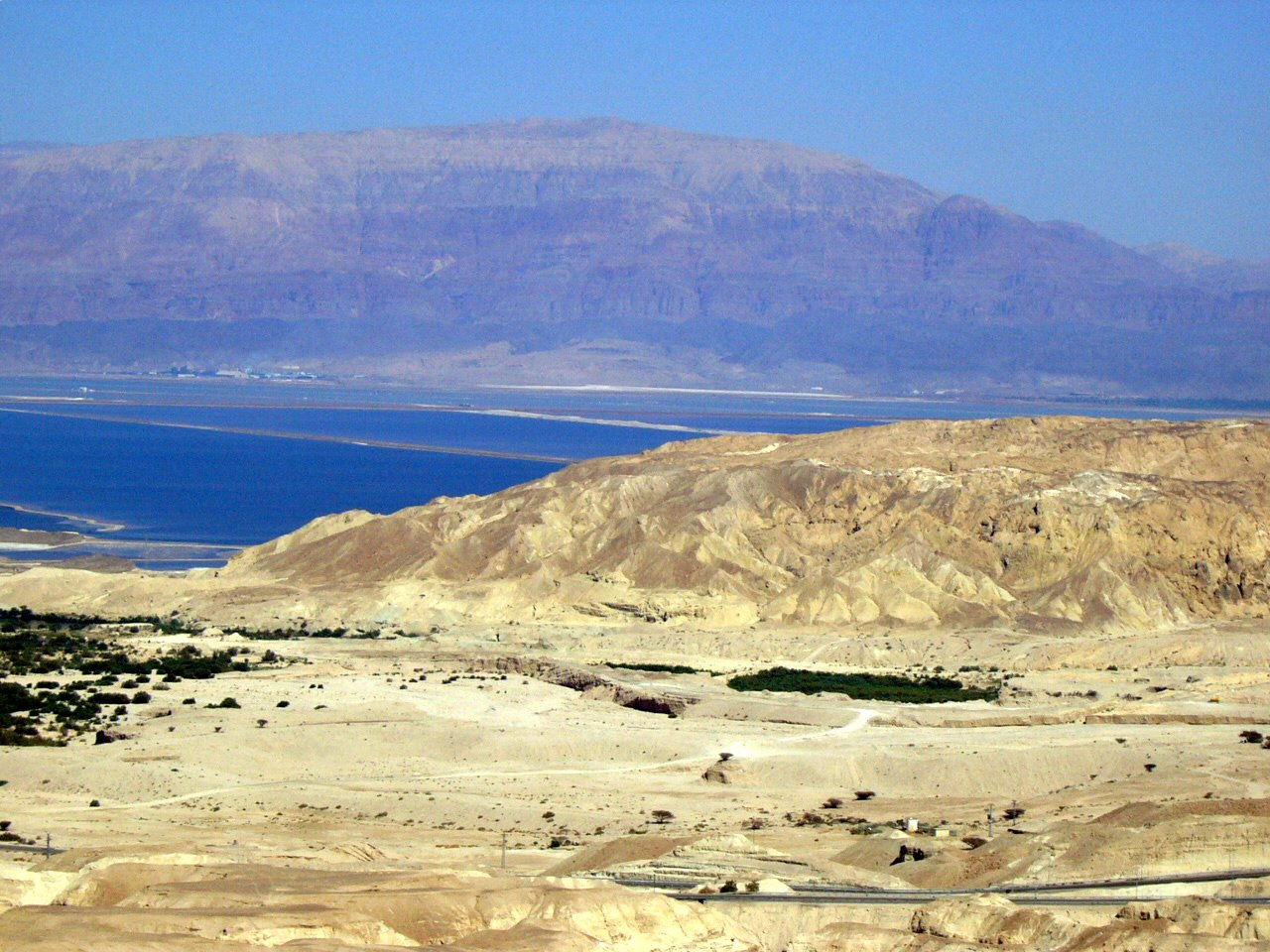
Le site archéologique de Sodome

Le crime d'Onan (fils de Juda) a consisté en un refus de l'application du lévirat qui l'enjoignait de donner une postérité à son frère en fécondant Tamar, sa belle-sœur. Le texte de la Genèse 38:9 dit "Cependant Onan savait que la postérité ne serait pas sienne et, chaque fois qu'il s'unissait à la femme de son frère, il laissait perdre à terre pour ne pas donner une postérité à son frère". 
Ce crime fut associé à la masturbation, appelée aussi onanisme, bien qu'il puisse s'agir aussi, selon le texte, d'un coït hétérosexuel interrompu.
Il est utile de remarquer que la sodomie de la femme consentante est une pratique sexuelle non mentionnée parmi les interdits.

## Le récit deSodomeetGomorrhe
Dans le verset 19:5 de la Genèse, les habitants de Sodome veulent "connaître" (= iada en hébreu, dont le sens ici serait avoir des relations sexuelles) les compagnons de Loth. La destruction de la ville qui achève ce récit fut dès lors considérée comme une punition de Dieu contre ce crime d'homosexualité.
Le verset énonce: "Ils appelèrent Loth et lui dirent : où sont les hommes qui sont venus chez toi cette nuit ? Amène-les-nous pour que nous les connaissions" (Genèse 19:5).
À la suite de ce verset, les mots latin sodomia et français sodomie et leurs dérivés, tel sodomite ont été appliqués à l'homosexualité (pas seulement masculine), le terme de gomorrhéenne ayant été utilisé pour désigner spécialement les lesbiennes.

## DavidetJonathan

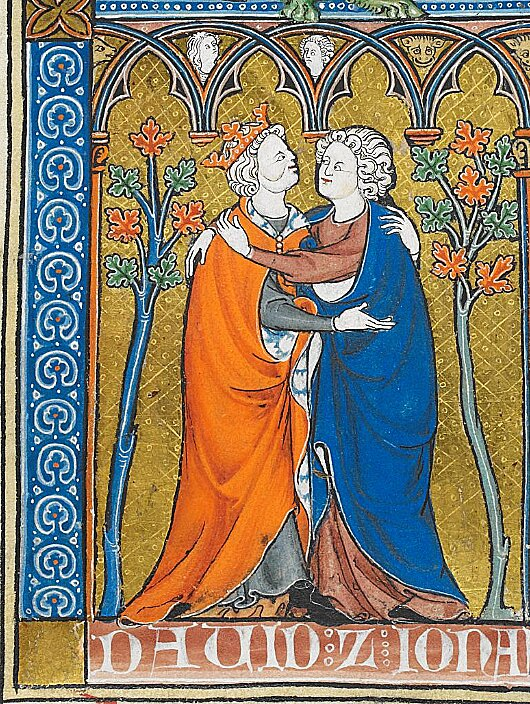
Le roi David embrassant Jonathan (manuscrit médiéval)

Le premier livre de Samuel parle d'une relation d'amitié intense entre David et Jonathan qui fut interprétée (par Thomas Römer) comme une relation de type homosexuel.
Samuel 18:1-3 "Lorsqu'il eut fini de parler à Saül, l'âme de Jonathan s'attacha à l'âme de David et Jonathan se mit à l'aimer comme lui-même. Saül le retint ce jour même et ne lui permit pas de retourner chez son père. Jonathan conclut un pacte avec David, car il l'aimait comme lui-même."
Samuel 20:17 "Jonathan prêta de nouveau serment à David, parce qu'il l'aimait de toute son âme. "
Au second livre de Samuel on trouve un verset des lamentations de David qui traduit des sentiments ambigus vis-à-vis de Jonathan: "J'ai le cœur serré à cause de toi, mon frère Jonathan. Tu m'étais délicieusement cher, ton amitié m'était plus merveilleuse que l'amour des femmes." (2 Samuel 1:26)

## Le commandement de procréer
Le mariage dans le judaïsme est un commandement. Contrairement au christianisme, le célibat et la chasteté sont réprouvés en vertu du verset "Dieu dit: Il n'est pas bon que l'homme soit seul. Il faut que je lui fasse une aide qui lui soit assortie" Genèse 2:18.
La procréation constitue aussi un commandement selon le verset de la Torah qui dit "Dieu les bénit et leur dit : soyez féconds, multipliez, emplissez la terre et soumettez-la." 
L'impératif de procréation ne s'adresse cependant qu'aux hommes, ce qui permet de justifier, dans certains cas, la contraception.

## Le lesbianisme
La Torah n'évoque pas et donc ne condamne pas l'homosexualité féminine. Les rabbins du Talmud (Yebamot 76a, chabbat 65 a-b, sanhedrin 69b) en discutent à propos du mariage des prêtres, pour savoir si des pratiques lesbiennes peuvent conduire à un empêchement au mariage. Ils concluent qu'il n'y a pas là matière suffisamment sérieuse pour empêcher le mariage avec un prêtre. Maïmonide (Michné Tora, les relations sexuelles interdites) expose qu'il n'y a pas de prohibition précise mais enjoint tout de même le mari à ne pas exposer sa femme à des personnes connues pour leurs pratiques lesbiennes et il conseille de lui donner le fouet. Le vrai problème ne viendrait pas d'une éventuelle pratique sexuelle prohibée mais de la femme mariée qui refuserait les relations sexuelles avec son mari.
Certains textes contemporains sont plus sévères que ceux du passé. Un écrit contemporain expose par exemple que le lesbianisme est une "perversion de la nature et de l'ordre divin" et qu'il est "intrinsèquement répugnant"

## L'homosexualité dans le judaïsme libéral
De la même façon que la tradition juive interdit à un homme de s'unir sexuellement avec une femme mariée à un autre homme, ainsi exige-t-elle d'un homme de s'interdire toute relation amoureuse avec un autre homme, quel que puisse être le degré d'amour qu'il ressent pour lui. C'est en tous cas l'attitude des rabbins orthodoxes, même si les positions sont en fait souvent beaucoup plus complexes (le rabbin Steven Greenberg notamment).
Les courants libéraux du judaïsme acceptent l'homosexualité, y compris pour les rabbins dans le cas du judaïsme réformé américain.
En France, le Beit Haverim est une association gay et lesbienne qui milite dans le sens d'une plus grande reconnaissance de l'homosexualité parmi la communauté juive.

## Films
- Sandi Simcha DuBowski, Trembling Before G-d, 2001.
- Eytan Fox, The Bubble (הבועה HaBuah), 2006.
- Haim Tabakman, Tu n'aimeras point (Eyes Wide Open), 2009.